# Maria Pia Casilio
Maria Pia Casilio, född 5 maj 1935 i L'Aquila, Abruzzo, död 10 april 2012 i Rom, var en italiensk skådespelerska.

## Roller i urval
- 1952 – Umberto D.
- 1953 – Brottslig kärlek
- 1953 – Kärlek, bröd och fantasi
- 1953 – Ödets perrong
- 1954 – Fest i Neapel
- 1954 – L'air de Paris
- 1954 – Un americano a Roma
- 1955 – Skojare i Rom
- 1961 – Il giudizio universale